# Michail Michajlovič Somov
Michail Michajlovič Somov (Mosca, 7 aprile 1908 – Leningrado, 30 dicembre 1973) è stato un esploratore e oceanografo russo.

## Biografia

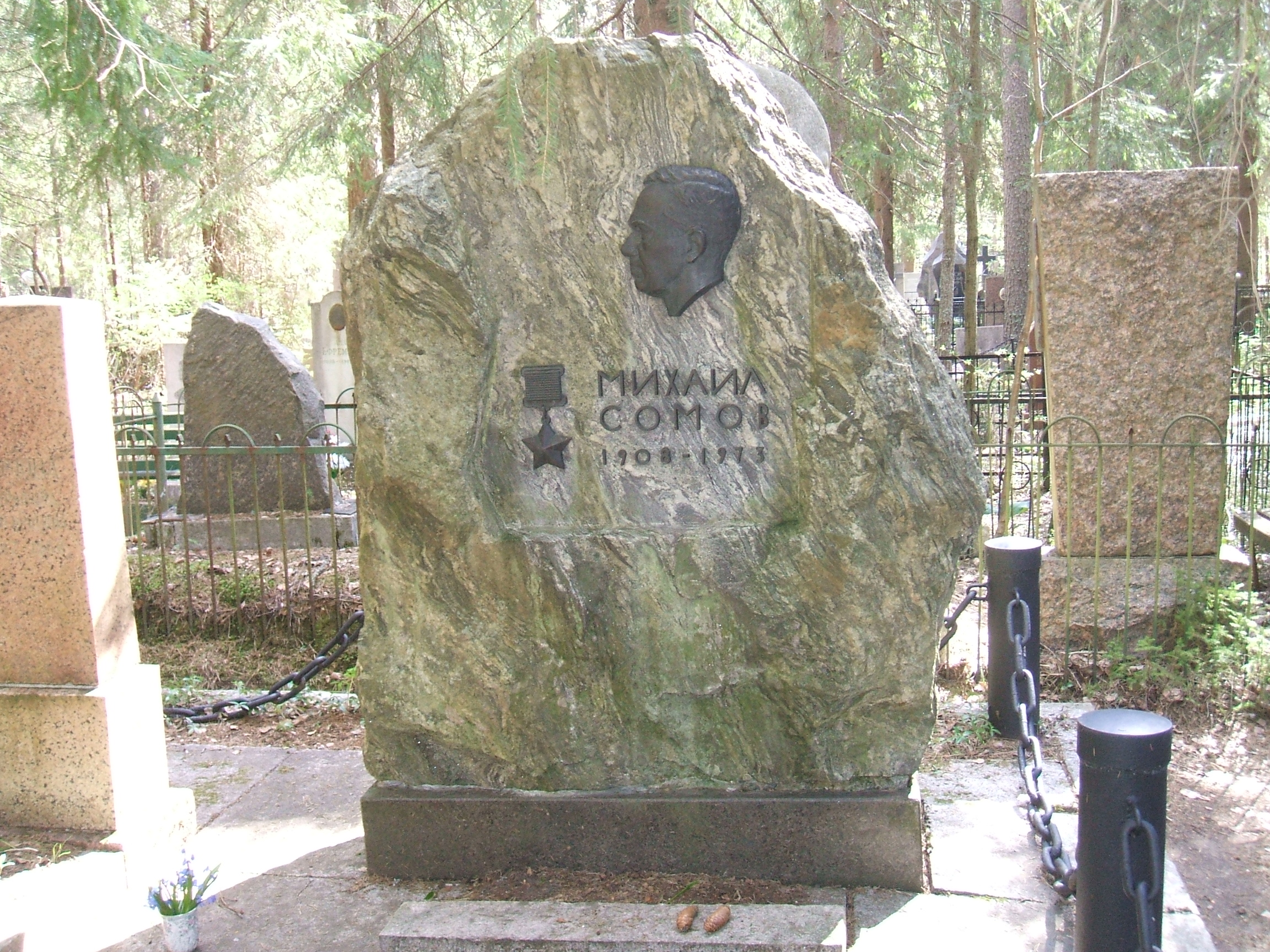
Monumento a Michail Michajlovič Somov, a Komorov

Nato a Mosca e figlio di un educatore, Somov trascorse la sua infanzia tra Tambov, Pietroburgo, Vladivostok e Mosca.
Qui si laureò nel 1937, presso l'Istituto Idrometeorologico di Mosca; mentre nel 1949 compì una spedizione da lui organizzata nel corso della quale scoprì la dorsale Lomonosov (che unisce America e Asia ); nel 1955 e nel 1963 partecipò inoltre a due spedizioni sovietiche al polo Sud. Nel 1955 fu il comandante della Prima spedizione antartica sovietica
Dal 1951 fu direttore dell’Istituto Artico e Antartico di Leningrado.
Somov morì nel 1973 e fu sepolto a Komarov insieme ad una pietra prelevata in Antartide.

## Meriti ed onorificenze

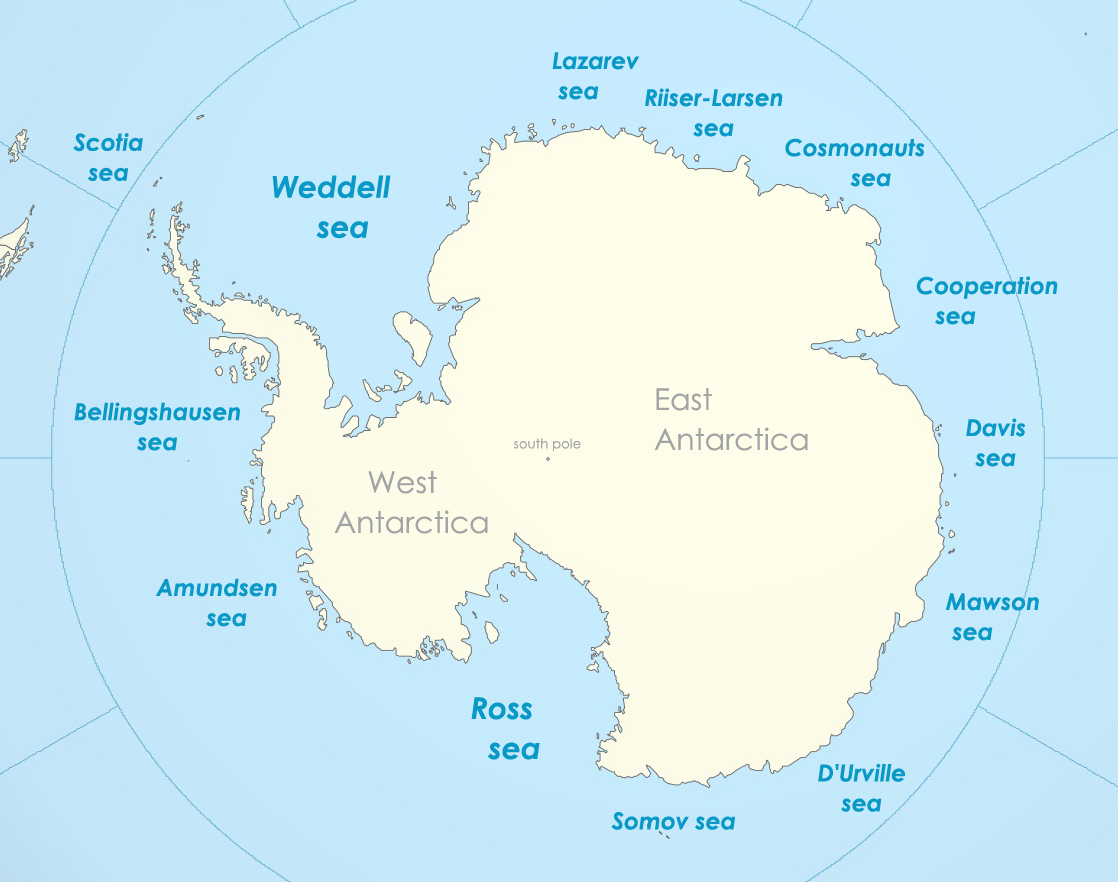
L'Antartide coi suoi rispettivi mari circostanti, fra cui il proposto Mare di Somov

Prendono il loro nome dall'esploratore russo l'asteroide 3334 Somov, il ghiacciaio Somoveken (Terra della Regina Maud) e  il Mare di Somov. Quest'ultimo nome si riferisce ad una denominazione, ufficialmente non riconosciuta dalla comunità internazionale, data dai russi nel 2002 ad una sezione di mare nella parte più a orientale dell'Antartide Orientale, compresa tra il Mare di Ross e il Mare d'Urville e a 250 km dalle isole Balleny; la profondità è di 3000 m e la superficie di 1.150.000 km².
Gli furono conferite le seguenti onorificenze:
- Ordine di Lenin (per tre volte)
- Il titolo di Eroe dell'Unione Sovietica (1951)
- La Medaglia Vega conferitagli nel 1959 dalla Società svedese di antropologia e geografia
- la Medaglia del Patron D'oro della Royal Geographic Society nel 1961.